# Файзі
Файзі (*24 вересня 1547 —5 жовтня 1595) — визначний поет та письменник часів правління падишаха Акбара з династії Великих Моголів. Старший брат політика та історика Абу-л-Фазла.

## Життєпис
Походив з родини вченого шейха Мубарака Нагорі. Отримав гарну домашню освіту. Замолоду вже почав складати вірші. Приблизно у 1566 році опинився при дворі Акбара. 1578 року призначається вчителем шах-заде Саліма (майбутнього Джаханґіра), Мурада та Даніяла. 1581 році призначають садром (судовим чиновником) Агри, Калпі, Калінджара. 1582 року з впровадженням падишахом нової віри дін-і ілахі Файзі стає її послідовником.
У 1588 році отримує титул малік-уш-шуаара («короля поетів»). У 1591–1594 році був субадаром (намісником) Хадеша та Ахмеднагара. Невдовзі після повернення до столиці вирушає до Агра, де вмирає 5 жовтня 1595 року від сухот.

## Творчість
Був одним з найзначніших перськомовних поетів часів ранніх Великих Моголів. Усього у доробку Файзі близько 100 віршів (касид, газелей, рубаї), які увійшли до збірки «Диван». Основні теми: вино, жінки, насолодження життям, водночас проводиться ідея віротерпимості.
Планував видати збірки «П'ять скарбів» (Пяндж Гандж), інша назва «Хамсе» (П'ятириця) (в наслідуванні Нізамі Гянджеві). Почав над нею працювати у 1577 році. За задумом сюди мали входити поеми «Нал-о-Даман» (перська обробка індійського епосу про Нала і Дамаянті), «Марказ-уль-Абвар» (Центр кола), «Сулейман-о-Бількіс» (на біблійний мотив про Соломона і Балкіс, царицю Савську), «Хавт Кішвар» (Сім частин Землі), «Акбар-наме» (історія Акбар). На момент смерті встиг написати лище дві перші.
У 1570-1580-х роках Файзі разом з Абу-л Фазл він очолював комісію з перекладу і редагування перекладів з санскриту на фарсі «Атхарваведи», «Магабгарати», «Бґагавад-гіти» та «Рамаяни». Йому належить переклад із санскриту одного з фундаментальних трактатів з арифметики «Лілаваті», написаного в Х ст видатним індійським математиком Бгаскарою Ачар'єю.
У 1591—1593 роках написав низку трактатів щодо політичного, релігійного та культурного життя населення та держав Декану. Водночас займався складанням есе щодо політики та поезії тогочасної Персії.
Серед його доробку є доволі повний коментар до Корану.